# 田中丽奈 (演员)
田中麗奈（1980年5月22日—），日本女演員，福岡縣久留米市出身。1995年，田中以拍攝廣告出道，1998年首次參與電影《激浪青春》演出，並獲得當年日本電影金像獎、藍絲帶獎、電影旬報獎、每日電影獎和報知電影獎等各大電影的新人獎。

## 人物
- 擁有裏千家茶道中級資格。
- 喜歡華語電影、漢語，漢語具備日常生活可以溝通的程度。[1]
- 曾學習日本花道、和服穿著。
- 2005年，著書。
- 2011年，獲選為久留米故鄉的特別大使。
- 2016年2月宣布結婚，丈夫是醫生。[2][3][4]
- 2019年8月宣布已經懷孕七個月，[5]同年12月長女出生。[6]

## 戲劇作品

### 電影
- 激浪青春（日语：がんばっていきまっしょい）（1998年），主演，飾演篠村悦子
- 麻辣教師，1999年），主演，飾演桂木綾乃
- 初戀（日语：はつ恋 (2000年の映画)）（2000年），主演，飾演會田聰夏
- 嘈雜下北澤（日语：ざわざわ下北沢）（2000年）主演，飾演令子
- 接力賽（日语：ekiden 駅伝）（2000年）
- 東京金盞花（日语：東京マリーゴールド）（2001年），主演，飾演酒井惠里子（酒井エリコ）
- 玩具修理者（日语：玩具修理者）（2002年）
- 13階梯（日语：13階段）（2003年），飾演南鄉杏子
- 藥房女孩（日语：ドラッグストア・ガール）（2004年），飾演大林惠子
- 日出前向青春告別（2004年），飾演真紀
- 忍者哈特利 THE MOVIE（日语：NIN×NIN 忍者ハットリくん THE MOVIE）（2004年），飾演綠
- 熱鬥小斑馬（日语：レーシング・ストライプス）（2005年），擔任日文版配音
- 鐵人28號（2005年電影版），飾演芹澤明日香
- 姑獲鳥之夏（2005年），飾演中禅寺敦子
- 容疑者 室井慎次（日语：容疑者 室井慎次）（2005年），飾演小原久美子
- 幻遊傳（日语：幻遊伝）（2006年），飾演シャオディエ(小蝶)／青醍子。日本、台灣合拍
- 日光女孩黑夜男孩（日语：暗いところで待ち合わせ）（2006年），飾演本間ミチル
- 咯咯咯鬼太郎（2007年），飾演貓娘
- 夕風之街櫻之國（日语：夕凪の街　桜の国）（2007年），擔任主演，飾演石川七波
- 魍魎之匣（2007年），飾演中禅寺敦子
- 銀色之翼（日语：銀色のシーズン）（2008年），飾演綾瀬七海
- 與狗狗的10個約定（2008年），飾演齊藤あかり（成年）
- 山櫻（2008年），飾演磯村野江
- 築地魚河岸三代目（2008年），飾演鏑木明日香
- 咯咯咯的鬼太郎 千年詛咒之歌（2008年），飾演貓娘
- FLOWERS（2010年），飾演翠
- 我在森崎書店的日子（日语：森崎書店の日々）（2010年），飾演トモコ
- 源氏物語 千年之謎（2011年），飾演六条御息所
- 聯合艦隊司令長官　山本五十六（2011年），飾演神埼芳江
- 種まく旅人～みのりの茶（2012年）, 飾演森川みのり
- 麒麟之翼～剧场版・新参者～（2012年），飾演金森登紀子
- 賣夢的兩人（日语：夢売るふたり）（2012年），飾演棚橋咲月
- 親愛的外人（2017年），飾演奈苗
- 盛情款待（2018年4月13日），飾演梨花[7]

### 電視劇
- Over Time（OVER TIME～三十拉警報，第5～7話，1999年）
- 爱在左，情在右（2005年），中日合作電視劇，主演，飾演陳美顔
- 我的野蠻女友（2008年），主演，飾演高見凜子
- 派遣奧斯卡（日语：少女漫画 (漫画)#テレビドラマ）（2009年），主演，飾演三沢勝子
- 世界奇妙物語 20周年 秋 人氣作家競演編 「はじめの一歩」（2010年），飾演坂本みさき
- 新參者SP 紅手指 （2011年），飾演金森登紀子
- 24小時TV「用愛拯救地球」生きてるだけでなんくるないさ（2011年），飾演石嶺美香
- 平清盛（2012年），飾演由良御前
- 宮部みゆき・4週連続 “極上”推理系列《スナーク狩り》（2012年）
- 戀愛檢定（日语：恋愛検定） 第一回 （2012年）
- 東野圭吾 懸疑故事 別了，教練 （2012年），飾演望月直美
- 家族、貸します 〜ファミリー・コンプレックス〜 SP（2012年7月27日），飾演小橋紅子
- 歩く、歩く、歩く〜四国 遍路道〜（2013年1月20日） - 主演，葉山美砂
- ラスト・ディナー 第1夜「また逢える日」（2013年3月9日）
- 電視劇10 激流〜私を憶えていますか?〜（2013年6月 - 8月） - 主演，三隅圭子
- 顔（2013年10月3日），飾演瀬川真奈美
- LINK（2013年10月），飾演石川亜紀
- 恋 SP（2013年12月16日），飾演片瀬雛子
- ダンナ様はFBI〜愛のミッション〜（2014年5月11日） - 主演，美絵
- 徒步7分（日语：徒歩7分）（2015年1月 - 2月） - 主演，黒崎依子
- 美麗陷阱～殘花繚亂（日语：残花繚乱#テレビドラマ）（2015年，TBS電視台)，主演，飾演西田りか
- 花燃（2015年，NHK），飾演銀姬（毛利安子）
- 憐愛（2016年，NHK），飾演小夏。
- 真晝的惡魔（2017年2月 - 3月，富士電視台），主演，飾演大河内葉子
- 彬與瑛（2017年7月 - 9月，WOWOW），主演，飾演北村亞衣
- Gifted天賦異稟（日语：ギフテッド (漫画)）（2023年8月 - 10月，富士電視台），飾演四鬼舞歌

### 舞台劇
- （2008年），主演，飾演英子
- （2010年），飾演小林美香

### 網路電影
- （愛情三部曲，2000年11月至2001年3月間陸續公開）
  - 第一部 ，飾演草野美穂
  - 第二部 （海浪），飾演畠中菫（畠中すみれ，「畠」字發音同「田」）
  - 第三部 （叉燒麵），飾演古賀直子

### 網路劇
- 龍之奇蹟（2023年）（Disney+平台）飾演花/異世界創世主

### 配音
- 熱鬥小斑馬，（2005年），擔任（小斑馬）的日文版配音
- FLAG，（2005年），擔任的配音
- Yona Yona Penguin（英语：Yona Yona Penguin）（2009年），擔任的日文版配音
- （2009年），擔任旁白

## 電台節目
- 《田中麗奈ハートをあげるっ（日语：田中麗奈ハートをあげるっ）》（2001年4月～2004年9月 JOLF）
- 《田中麗奈のSUNTORY MUSIC ARENA（日语：田中麗奈のSUNTORY MUSIC ARENA）》（2002年4月 - 2003年9月 TOKYO FM）
- 《Top Runner on R1》（2011年- NHK R1）

## 主持
- 《Top Runner（日语：トップランナー）》（2010年，NHK）

## 得獎紀錄
- 《激浪青春（日语：がんばっていきまっしょい）》（1998年）
  - 第8屆日本電影專業大獎（日语：日本映画プロフェッショナル大賞）女主角獎
  - 第8屆東京體育電影大獎（日语：東京スポーツ映画大賞）新人獎
  - 第22回日本電影金像獎新人獎
  - 第8屆日本電影影評大獎新人獎
  - 第41屆藍絲帶獎新人獎
  - 第36屆金箭獎（日语：ゴールデン・アロー賞）電影新人獎
  - 第53屆每日電影獎新人獎
  - 第24屆大阪電影節最佳新人獎
  - 第72屆電影旬報獎新人女演員獎
  - 第20屆橫濱電影節新人女演員獎
  - 第23屆報知電影獎最優秀新人獎
  - 第22屆山路文子電影獎新人女演員獎
- 《三十拉警報》（1999年）
  - 第20回日劇學院賞新人賞
- 《初戀》（2000年）
  - 第10屆日本電影專業大獎（日语：日本映画プロフェッショナル大賞）女主角獎
  - 第24回日本電影金像獎優秀主演女優獎
  - 第14屆DVD與錄影帶資料獎最佳演員獎
- 《東京金盞花（日语：東京マリーゴールド）》（2001年）
  - 第16屆高崎電影節（日语：高崎映画祭）最優秀女主角獎
- 2007年《廣告批評》CM主演女優賞 （大塚製薬 SOYJOY )
- 2008年 第48回ACC CM FESTIVAL演技賞 （大塚製薬 SOYJOY )
- 2009年 第17回大韓民國文化藝能大賞 海外特別賞
- 《親愛的外人》（2017年）
  - 第41屆山路文子電影獎女優賞
  - 第42屆報知電影獎最佳女配角獎
  - 第91屆電影旬報獎最佳女配角獎
  - 第72屆每日電影獎最佳女配角獎
  - 2018年度大阪電影節最佳女配角
  - 第33屆日本網路電影大獎最佳女配角
  - 2017年度全國映連賞女演員獎

## 外部連結
- 田中麗奈個人官方網站（日文） （页面存档备份，存于）
- 田中丽奈的Instagram帳戶